# Rinderhals

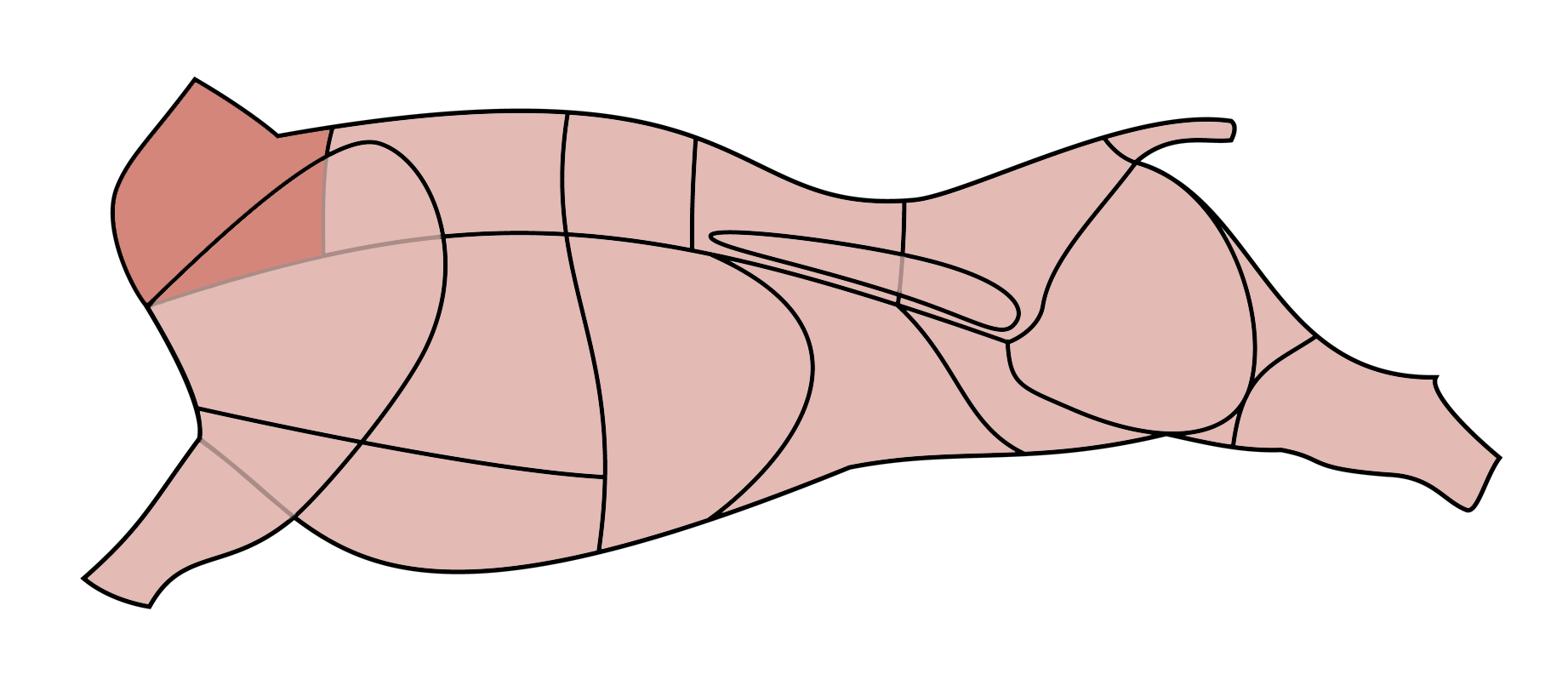
Rinderhals

Rinderhals, -kamm, -nacken oder Nackenstück ist das Fleisch des Rinds, das den Kopf trägt. Es ist stark durchwachsen und hat einen vergleichsweise hohen Anteil von Fett (etwa sechs bis acht Prozent) und Binde- und Stützgewebe. Rinderhals wird vor allem als Suppenfleisch oder für Schmorgerichte wie Gulasch verwendet, da durch langsames Kochen oder Schmoren Bindegewebe und Sehnen weitgehend in Gelatine umgewandelt werden. Zum Braten eignet er sich kaum.
Das Stück aus Rinderhals und der anschließenden Fehlrippe wird Zungenstück genannt.